# Vijftien jaar Samson!
Vijftien jaar Samson! is de vijftiende Kerstshow van Samson en Gert. De Samson en Gert Kerstshow is een jaarlijkse show die rond de periode van kerst wordt gespeeld en wordt uitgegeven door Studio 100. De show was te zien van 24 december 2005 tot 7 januari 2006 in de Koningin Elisabethzaal in Antwerpen. De show wordt verzorgd met dans, zang en toneel. Zoals vaak in een kerstshow het geval is, is er één groot verhaal dat wordt opgedeeld in kleinere stukjes. Deze sketches worden aaneen gebreid  door Samson en Gert die hun eigen liedjes zingen.

## Rolverdeling
| Personage                        | Acteur              |
| -------------------------------- | ------------------- |
| Samson                           | Peter Thyssen       |
| Gert                             | Gert Verhulst       |
| Meneer de burgemeester           | Walter de Donder    |
| Alberto Vermicelli               | Koen Crucke         |
| Octaaf De Bolle                  | Walter Van de Velde |
| Eugène Van Leemhuyzen            | Walter Baele        |
| De afgevaardigde van de minister | Hans Royaards       |

## Verhaal
Dit jaar is het de vijftiende kerstshow. Omdat het feest is, heeft de burgemeester de organisatie van de kerstshow op zich genomen. Hij heeft gezorgd voor een toneelstuk, voor een leeuwentemmer en een fanfare met majorettes. Al deze mensen worden naar de zaal gebracht door Octaaf de Bolle, maar onderweg valt de bus plots in panne. Van Leemhuyzen, Alberto en de burgemeester proberen te redden wat er te redden valt, want de Afgevaardigde van de Minister staat al klaar om de show te inspecteren.

## Muziek
De muziek in de show werd verzorgd door de XL-band.
De liedjes die door Samson en Gert gezongen werden tijdens deze show, zijn:
- Ouverture (met Jiepie-ja-hee, S.O.S., Piloot en In de disco)
- Klaar voor de start
- Generieken-medley:
  - Samsonlied
  - Gert en Samson
  - De allerliefste hond
- Rinkel bel
- Samen op de moto
- Vrolijk liedje
- Oh la la la!
- De wereld is mooi!
- Klap maar in je handen
- medley
  - Feest in de straat
  - Naar het circus
- Alles is op
- Samsonrock

## Trivia
- Omdat Walter Van de Velde eigenlijk al in 2002 gestopt was met het spelen van Octaaf De Bolle, speelde hij sindsdien niet meer fysiek mee in de Kerstshows. Per uitzondering maakte hij tijdens deze Kerstshow echter toch zijn opwachting aan de hand van vooraf opgenomen videobeelden die tijdens de voorstelling op een scherm te zien waren.